# Hanny van Rossum-Krijgsman
Johanna Franciena (Hanny) van Rossum-Krijgsman (Gorinchem, 2 december 1912 - aldaar, 4 augustus 1949) was een Nederlands stewardess en verzetsstrijder tijdens de Tweede Wereldoorlog.

## Leven en werk
Hanny van Rossum-Krijgsman was de dochter van Cornelis Johannes Krijgsman (koopman in koloniale waren en koffiebrander) en Johanna Wilhelmina Horst. Na het gymnasium behaalde ze in 1932 in Leiden haar diploma aan de kweekschool. In 1937 begon ze aan de opleiding tot stewardess bij de Koninklijke Luchtvaart Maatschappij (KLM). Daar ontmoette ze haar latere echtgenoot, de Zweedse aristocraat en piloot Carl Gustaf von Rosen, een oomzegger van Hermann Göring.
Von Rosen had een baan bij de KLM gekregen op basis van zijn werk als vrijwillig ambulance-piloot bij het Zweedse Rode Kruis tijdens de Tweede Italiaans-Ethiopische Oorlog. Ze trouwden op 18 augustus 1938 in Amsterdam. Hij bracht de Tweede Wereldoorlog door in Stockholm als piloot voor AB Aerotransport op de koeriersroute tussen Stockholm en Lissabon. Zijn inmiddels zwangere echtgenote bleef voorlopig in Gorinchem bij haar ouders. Na de geboorte van hun dochter reisde zij in april 1941 met haar naar Zweden, maar het huwelijk liep spaak en in 1943 stemde zij toe in een scheiding.

### Verzet en tijd in de concentratiekampen
Ze keerde terug naar Gorinchem en sloot zich aan bij het verzet. Op 20 april 1944 hertrouwde ze met de Groningse hotelhouder Gerrit van Rossum. Hij hield zich bezig met "ondergrondse  werkzaamheden op het gebied der distributie-bescheiden en levensmiddelenvoorziening". Waarschijnlijk zijn ze verraden: in juli 1944 werden ze overvallen en gearresteerd, evenals haar broer Kees. Alle drie werden ze naar Kamp Haaren overgebracht en bij de ontruiming van Haaren naar Kamp Vught gebracht. Haar man werd naar Sachsenhausen gedeporteerd en overleed daar op 27 september 1944 aan roodvonk. Haar broer ging via Sachsenhausen naar concentratiekamp Neuengamme, en stierf daar op 10 december 1944. Zij werd op transport gesteld naar Ravensbrück. Op 12 oktober 1944 vertrok ze met nog 245 andere vrouwen uit Ravensbrück naar het Agfacommando, een buitencommando van concentratiekamp Dachau.
Samen met haar medegevangenen uit Haaren, Leonie Overgoor, Ciske Staring, Betty Smit, Hetty van der Togt en Regine Cohen, kreeg ze een kleine kamer in het appartementencomplex waar de vrouwen waren ondergebracht. De gevangenen assembleerden ontstekingen voor granaten die werden ingezet door het Duitse luchtafweergeschut, en onderdelen voor V1- en V2-raketten. Tijdens haar verblijf in het Agfacommando kreeg ze bezoek van Birgitta Wolf von Rosen, een zus van haar ex-man, die haar wat geld, voedsel en kleding bracht.
Toen de oorlog op zijn eind liep en het Amerikaanse leger in de buurt kwam, kreeg de kampcommandant opdracht de gevangenen te evacueren. Op 27 april vertrokken ruim vijfhonderd vrouwen op een dodenmars naar het zuiden. Aan het eind van de eerste dag werden ze ondergebracht in de schuur van een grote boerderij. Daar besloten Van Rossum en haar vijf kamergenoten een ontsnappingspoging te wagen. De volgende morgen om vier uur slopen ze naar het vlakbij gelegen bosje. 's Avonds probeerden ze onderdak te krijgen in een nonnenklooster in Schäftlarn, waar ze in de bijgebouwen de bevrijding konden afwachten. Die kwam op maandagavond 30 april: om zes uur 's avonds rolden er Amerikaanse tanks de poort van het klooster door.
Van Rossum keerde via Zwitserland, Frankrijk en België terug naar Nederland. In augustus 1949 pleegde zij zelfmoord. Zij is 36 jaar geworden.